# ثيوكبريتات الأمونيوم
ثيوكبريتات الأمونيوم هو مركب كيميائي له الصيغة المجملة H8N2O3S2 ، والصيغة المفصلة له NH4)2S2O3 ، وبكون على شكل بلورات لامعة وعديمة اللون، تتسيل لدى ملامستها للهواء.

## الخواص
- ينحل مركب ثيوكبريتات الأمونيوم بشكل جيد في الماء، لكنه بالكاد ينحل في المحلات العضوية.
- يتفكك مركب ثيوكبريتات الأمونيوم بالتسخين فوق 150°س إلى الأمونياك ،كبريتيد الهيدروجين،كبريتات الأمونيوم، والكبريت ، كما تتفكك المحاليل المركزة منه بالتسخين فوق 50°س .

## التحضير
يحضر مركب ثيوكبريتات الأمونيوم على الساخن (حوالي 110°س) وبالمحلول من تفاعل الكبريت مع كبريتيت الأمونيوم الذي يتم الحصول عليه من 
تمرير غاز ثنائي أكسيد الكبريت في محلول الأمونياك .

## الاستخدامات
يستخدم مركب ثيوكبريتات الأمونيوم كملح للتثبيت في التصوير الضوئي، وذلك بشكل أوسع من مركب ثيوكبريتات الصوديوم.